# Kaira tulua
Kaira tulua är en spindelart som beskrevs av Claude Lévi 1993. Kaira tulua ingår i släktet Kaira och familjen hjulspindlar.
Artens utbredningsområde är Colombia. Inga underarter finns listade i Catalogue of Life.